# 任哲雄
任哲雄（임철웅，1961年10月27日—），北韓政治家，官至內閣副總理、朝鮮勞動黨中央委員會候補委員以及黨中央政治局候補委員。

## 生平
任哲雄首見於2001年，當時他被委任為鐵道省省長，隨後於2005年12月離任。2007年，出任平壤鐵道局局長一職。2009年再度當上鐵道省省長。2014年5月，獲最高人民會議委任為內閣副總理。2016年5月的朝鮮勞動黨第七次代表大會中，他被選為朝鮮勞動黨中央委員會候補委員以及朝鮮勞動黨中央政治局候補委員。2019年3月，當選最高人民會議代議員。

## 資料來源
1. 1 2  . 韓國統一部.   [2017-10-12]. （原始内容存档于2019-11-16）.
2. ↑  . China.com.   [2014-05-29]. （原始内容存档于2019-12-06）.
3. ↑  . 統一新聞. 2019-03-12  [2019-03-13]. （原始内容存档于2018-09-08） （韩语）.